# 安特尔
安特尔（法語：Intres，法語發音：[ɛ̃tʁ]）是法国阿尔代什省的一个旧市镇，属于罗讷河畔图尔农区。2019年，安特尔与市镇圣于连布蒂耶尔合并为新市镇圣于连丹特尔。

## 地理
安特尔（44°58'58"N, 4°21'45"E）面积10.05 平方千米，位于法国奥弗涅-罗讷-阿尔卑斯大区阿尔代什省，该省份为法国东南部内陆省份，北起顺时针与卢瓦尔省、伊泽尔省、德龙省、沃克吕兹省、加尔省、洛泽尔省和上盧瓦爾省接壤。
与安特尔接壤的市镇（或旧市镇、城区）包括：马尔、圣阿格雷沃、圣让鲁尔、圣于连布蒂耶尔、莱瓦斯特尔。

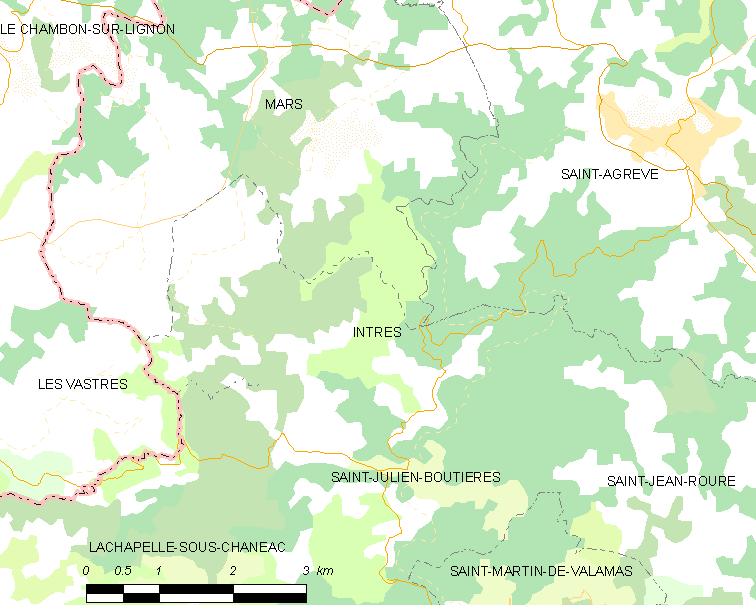
安特尔的OSM定位图

安特尔的时区为UTC+01:00、UTC+02:00（夏令时）。

## 行政
安特尔的邮政编码为07320、07310，INSEE市镇编码为07103。

## 政治
安特尔所属的省级选区为上埃里约县。

## 人口

1962-2008年间安特尔人口变化图示

安特尔于2015时的人口数量为159人。